# Alepidea longiciliata
Alepidea longiciliata là một loài thực vật có hoa trong họ Hoa tán. Loài này được Schinz ex Dummer mô tả khoa học đầu tiên năm 1913.